# Neotrichoporoides tonimus
Neotrichoporoides tonimus är en stekelart som beskrevs av T.C. Narendran 2006. Neotrichoporoides tonimus ingår i släktet Neotrichoporoides och familjen finglanssteklar. Inga underarter finns listade i Catalogue of Life.